# 赫里斯塔尼夫卡
50°17′43″N 33°21′59″E / 50.29528°N 33.36639°E
赫里斯塔尼夫卡（烏克蘭語：Христанівка），是烏克蘭中部的村莊，隸屬波爾塔瓦州的米爾霍羅德區。該村處於蘇拉河畔，面積0.01平方公里，海拔高度148米，2001年人口164。